# Campeonato de Fútbol Femenino de Primera División C - Torneo Reducido de Ascenso 2020
El Campeonato de Fútbol Femenino de Primera División C - Torneo Reducido de Ascenso 2020 fue organizado por la Asociación del Fútbol Argentino. Comenzó el 5 de diciembre de 2020 y finalizó el 30 de diciembre de 2020.
Fue organizado de manera contingente, tras la cancelación de la Primera División C 2019-20 a causa de la pandemia de COVID-19. Lo integraron los seis equipos mejor clasificados del torneo cancelado y disputaron dos ascensos a la Primera División B en un torneo reducido.
El club Vélez Sarsfield se consagró campeón del certamen y obtuvo el ascenso a la Primera División B. El segundo ascenso fue para San Miguel al ser subcampeón.

## Clasificación
La fecha 18 de la temporada 2019-20 sirvió como clasificación de los seis primeros equipos al Torneo Reducido de Ascenso:
| Pos. | Equipo               | Pts. | PJ | PG | PE | PP | GF | GC | Dif. |
| ---- | -------------------- | ---- | -- | -- | -- | -- | -- | -- | ---- |
| 01.º | Tigre                | 50   | 18 | 16 | 2  | 0  | 65 | 7  | 58   |
| 02.º | Vélez Sarsfield      | 45   | 18 | 14 | 3  | 1  | 57 | 9  | 48   |
| 03.º | Argentino de Merlo   | 40   | 17 | 12 | 4  | 1  | 52 | 14 | 38   |
| 04.º | San Miguel           | 34   | 18 | 10 | 4  | 4  | 36 | 20 | 16   |
| 05.º | Ituzaingó            | 32   | 18 | 9  | 5  | 4  | 44 | 24 | 20   |
| 06.º | Cañuelas             | 31   | 18 | 10 | 1  | 7  | 35 | 21 | 14   |
| 07.º | Sportivo Italiano    | 25   | 18 | 7  | 4  | 7  | 31 | 28 | 3    |
| 08.º | Chacarita Juniors    | 23   | 18 | 6  | 5  | 7  | 29 | 29 | 0    |
| 09.º | Trocha               | 22   | 17 | 6  | 4  | 7  | 27 | 27 | 0    |
| 10.º | Talleres (RdE)       | 22   | 17 | 7  | 1  | 9  | 31 | 50 | −19  |
| 11.º | Villas Unidas        | 21   | 18 | 6  | 3  | 9  | 39 | 40 | −1   |
| 12.º | Nueva Chicago        | 19   | 18 | 5  | 4  | 9  | 19 | 36 | −17  |
| 13.º | San Martín (Burzaco) | 16   | 18 | 4  | 4  | 10 | 23 | 45 | −22  |
| 14.º | Claypole             | 13   | 18 | 4  | 1  | 13 | 23 | 66 | −43  |
| 15.º | Fénix                | 7    | 18 | 2  | 1  | 15 | 8  | 39 | −31  |
| 16.º | Country Canning      | 3    | 17 | 1  | 0  | 16 | 7  | 71 | −64  |

|  | Equipos clasificados al Torneo Reducido de Ascenso 2020. |

| 1. 2. 3. 4. 5. 6. |

## Sistema de disputa
El certamen se disputa por eliminación directa de partidos de ida y vuelta. De producirse empate, se procede a la definición por tiros desde el punto penal.
De esta forma, la etapa de cuartos estará compuesta por dos llaves de eliminación directa (esta ronda la disputaran los equipos de la 3ª a la 6ª posición), en donde el 1° y 2° equipo de la tabla tendrán que esperar los ganadores de esta ronda.
Se disputarán las semifinales con partidos de ida y vuelta, para luego jugar la final a partido único para definir al campeón de la división.
Ascenderán de categoría el campeón y el subcampeón del torneo.
1. ↑  El equipo en 6ª posición confirmó su deseo de mantenerse al margen de este retorno deportivo, por lo cual el siguiente en la tabla, el 7°, lo reemplazará.

## Equipos participantes
| Equipo             | Ciudad         |
| ------------------ | -------------- |
| Argentino de Merlo | Merlo          |
| Cañuelas           | Cañuelas       |
| Ituzaingó          | Ituzaingó      |
| San Miguel         | Los Polvorines |
| Sportivo Italiano  | Ciudad Evita   |
| Tigre              | Victoria       |
| Vélez Sarsfield    | Buenos Aires   |

### Distribución geográfica de los equipos
| Región                                   | Cant. | Equipos                                                             |
| ---------------------------------------- | ----- | ------------------------------------------------------------------- |
| Conurbano bonaerense                     | 5     | Argentino (Merlo), Ituzaingó, San Miguel, Sportivo Italiano y Tigre |
| Ciudad de Buenos Aires                   | 1     | Vélez Sarsfield                                                     |
| Interior de la provincia de Buenos Aires | 1     | Cañuelas                                                            |

1. 1 2  Decide no participar en el torneo, cede su cupo a Sportivo Italiano.

## Cuadro de desarrollo
|  | Cuartos de final   | Cuartos de final   | Cuartos de final   | Cuartos de final   | Cuartos de final |       |       | Semifinales | Semifinales | Semifinales | Semifinales | Semifinales |  |            | Final      | Final | Final |  |
|  |                    |                    |                    |                    |                  |       |       |             |             |             |             |             |  |            |            |       |       |  |
|  |                    |                    |                    |                    |                  |       |       |             |             |             |             |             |  |            |            |       |       |  |
|  |                    |                    |                    |                    |                  |       |       |             |             |             |             |             |  |            |            |       |       |  |
|  |                    |                    |                    |                    |                  |       |       |             |             |             |             |             |  |            |            |       |       |  |
|  |                    |                    |                    |                    |                  |       |       |             |             |             |             |             |  |            |            |       |       |  |
|  |                    | Tigre              | Tigre              | 0                  | 1                | 1 (4) |       |             |             |             |             |             |  |            |            |       |       |  |
|  |                    |                    |                    |                    |                  | 1 (4) |       |             |             |             |             |             |  |            |            |       |       |  |
|  |                    |                    | San Miguel         | San Miguel         | 0                | 1     | 1 (5) |             |             |             |             |             |  |            |            |       |       |  |
|  | San Miguel         | San Miguel         | San Miguel         | San Miguel         | 0                | 1     | 1 (5) | 8           | 6           | 14          |             |             |  |            |            |       |       |  |
|  | San Miguel         | San Miguel         |                    |                    |                  |       |       |             |             | 14          |             |             |  |            |            |       |       |  |
|  | Ituzaingó          | Ituzaingó          | 1                  | 0                  | 1                |       |       |             |             |             |             |             |  |            |            |       |       |  |
|  | Ituzaingó          | Ituzaingó          | 1                  | 0                  | 1                |       |       |             |             |             |             |             |  | San Miguel | San Miguel | 0     |       |  |
|  |                    |                    |                    |                    |                  |       |       |             |             |             |             |             |  | San Miguel | San Miguel | 0     |       |  |
|  |                    |                    | Vélez Sarsfield    | Vélez Sarsfield    | 5                |       |       |             |             |             |             |             |  |            |            |       |       |  |
|  |                    |                    | Vélez Sarsfield    | Vélez Sarsfield    | 5                |       |       |             |             |             |             |             |  |            |            |       |       |  |
|  |                    |                    |                    |                    |                  |       |       |             |             |             |             |             |  |            |            |       |       |  |
|  |                    |                    |                    |                    |                  |       |       |             |             |             |             |             |  |            |            |       |       |  |
|  |                    | Vélez Sarsfield    | Vélez Sarsfield    | 1                  | 2                | 3     |       |             |             |             |             |             |  |            |            |       |       |  |
|  |                    |                    |                    |                    |                  | 3     |       |             |             |             |             |             |  |            |            |       |       |  |
|  |                    |                    | Argentino de Merlo | Argentino de Merlo | 0                | 0     | 0     |             |             |             |             |             |  |            |            |       |       |  |
|  | Argentino de Merlo | Argentino de Merlo | Argentino de Merlo | Argentino de Merlo | 0                | 0     | 0     | 2           | 2           | 4           |             |             |  |            |            |       |       |  |
|  | Argentino de Merlo | Argentino de Merlo |                    |                    |                  |       |       |             |             | 4           |             |             |  |            |            |       |       |  |
|  | Sportivo Italiano  | Sportivo Italiano  | 1                  | 0                  | 1                |       |       |             |             |             |             |             |  |            |            |       |       |  |
|  | Sportivo Italiano  | Sportivo Italiano  | 1                  | 0                  | 1                |       |       |             |             |             |             |             |  |            |            |       |       |  |
|  |                    |                    |                    |                    |                  |       |       |             |             |             |             |             |  |            |            |       |       |  |

## Cuartos de final
Esta etapa se juega del 5 de diciembre de 2020 al 12 de diciembre de 2020 y la disputan los equipos posicionados de la 3ª a la 6ª posición. Será por partido de ida y vuelta. Se clasifican dos equipos a la siguiente etapa.

### Ida
| 5 de diciembre de 2020, 09:00 | Ituzaingó        | 1:8 (0:3) | San Miguel | Carlos Alberto Sacaan, Ituzaingó                      |                                                       |
|                               | - Belén Orso 58' |           | - Agustina Espíndola 10' - Brenda Acosta 34' 56' 62' - Abril Castro 45' 47' - Milagros Guerra 75' - Stella Gómez 80' | Asistencia: 0 espectadores Árbitro(s): Lorena Sánchez | Asistencia: 0 espectadores Árbitro(s): Lorena Sánchez |

| 6 de diciembre de 2020, 17:10 | Sportivo Italiano        | 1:2 (0:0) | Argentino de Merlo                        | Estadio República de Italia, Ciudad Evita         |                                                   |
|                               | - Valentina Mansilla 76' |           | - Lújan Benítez 47' - Mónica Ortigoza 58' | Asistencia: 0 espectadores Árbitro(s): Leguizamón | Asistencia: 0 espectadores Árbitro(s): Leguizamón |

### Vuelta
| 12 de diciembre de 2020, 09:00 | San Miguel                                                            | 6:0 (2:0) | Ituzaingó | Estadio Malvinas Argentinas, Los Polvorines              |                                                          |
|                                | - Brenda Acosta 9' - Abril Castro 11' 15' 43' 57' - Milagros Sosa 13' |           |           | Asistencia: 0 espectadores Árbitro(s): Daniel Lanza Fame | Asistencia: 0 espectadores Árbitro(s): Daniel Lanza Fame |

| 15 de diciembre de 2020, 17:10 | Argentino de Merlo                       | 2:0 (0:0) | Sportivo Italiano | Juan Carlos Brieva, Merlo                                    |                                                              |
|                                | - Lorena Veliz 54' - Mónica Ortigoza 77' |           |                   | Asistencia: 0 espectadores Árbitro(s): María Laura Fortunato | Asistencia: 0 espectadores Árbitro(s): María Laura Fortunato |

## Semifinales
Se disputa del 20 de diciembre de 2020 al 27 de diciembre de 2020. Al ser 6 equipos los clasificados, el primer y segundo puesto de la tabla de clasificaciones pasan directo a esta etapa, enfrentándose a los ganadores de los cuartos por partido de ida y vuelta.

### Ida
| 20 de diciembre de 2020, 09:00 | Argentino de Merlo | 0:1 (0:0) | Vélez Sarsfield     | Juan Carlos Brieva, Merlo                         |                                                   |
|                                |                    |           | - Camila Zilotti 8' | Asistencia: 0 espectadores Árbitro(s): Leguizamon | Asistencia: 0 espectadores Árbitro(s): Leguizamon |

| 20 de diciembre de 2020, 17:10 | San Miguel | 0:0 (0:0) | Tigre | Estadio Malvinas Argentinas, Los Polvorines                  |  |
|                                |            |           |       | Asistencia: 0 espectadores Árbitro(s): Maria Laura Fortunato |  |

### Vuelta
| 27 de diciembre de 2020, 17:10 | Tigre             | 1:1 (0:0) | San Miguel          | Estadio José Dellagiovanna, Victoria (Buenos Aires)    |                                                        |
|                                | - Carla Brown 65' |           | - Milagros Sosa 59' | Asistencia: 0 espectadores Árbitro(s): Bettina Cingari | Asistencia: 0 espectadores Árbitro(s): Bettina Cingari |

| 27 de diciembre de 2020, 17:10 | Vélez Sarsfield                                     | 2:0 (0:0) | Argentino de Merlo | Villa Olímpica Raúl Héctor Gámez, Ituzaingó           |                                                       |
|                                | - Camila Zilotti 57' - María Eugenia Dos Santos 54' |           |                    | Asistencia: 0 espectadores Árbitro(s): Estela Álvarez | Asistencia: 0 espectadores Árbitro(s): Estela Álvarez |

## Final
La final se disputa el 30 de diciembre de 2020 por partido único, en estadio neutral. En caso de empate, se deberá culminar la serie de tiros desde el punto penal.
| 30 de diciembre de 2020, 17:10 | Vélez Sarsfield                                                                       | 5:0 (2:0) | San Miguel | Estadio de Chacarita Juniors, Villa Maipú              |                                                        |
|                                | - Florencia Andreoli 4' 82' - Rosario Castro 13' - Erika Trejo 51' - Carla Caceci 80' |           |            | Asistencia: 0 espectadores Árbitro(s): Salomé Di Iorio | Asistencia: 0 espectadores Árbitro(s): Salomé Di Iorio |

| Campeón                    |
| Vélez Sarsfield 1.º título |